# Kordié
Kordié est commune et le chef-lieu du département de Kordié de la province de Sanguié dans la région du Centre-Ouest au Burkina Faso.

## Géographie
Kordié est traversé par la route nationale 13.

## Éducation et santé
Kordié accueille un centre de santé et de promotion sociale (CSPS).